# 北區水貨客關注組
北區水貨客關注組（英語：North District Parallel Imports Concern Group）於2012年10月成立，是由香港北區近港深邊界的居民所組織，對於來往水貨客在交通及空間上衍生的民生問題，要求政府及港鐵改進的本土派民間組織，其訴求包括取消自由行「一簽多行」、及严格执行行李重量檢查，並且調降至15公斤。

## 緣起
北區水貨客關注組的成員由光復上水站之行動成員所形成，由一群網民在網上嚮應號召所組成，他們本身沒有政治組織的背景，主旨是向香港政府反映水貨客對香港新界北區（尤其是港鐵上水站）及港鐵東鐵綫沿線車站近幾年來的滋擾。同時，北區水貨客關注組希望藉著向政府及港鐵施壓以有效地打擊水貨客，令到北區回復昔日的秩序及整潔。
北區水貨客關注組發起人羅子揚發起運動時為21歲，由於其居住在鄰近港鐵上水站之彩園邨，家中廁所之窗口正好對著水貨客聚集的港鐵上水站C出口。2012年8月的一日，他從窗戶往外望，突然發現到極為誇張的水貨活動，隨即舉起相機拍攝，並且上載至社交網站Facebook，其友人回覆為何無人發起行動抗議？故此，他毅然在9月15日發起光復上水站行動，一連兩日吸引了數百名網民呼應聲援。同年10月，公開成立北區水貨客關注組，每日派員留意於上水的水貨活動的情況，每次有報道或者官員聲言水貨活動已經獲得改善時，關注組的成員就會出動以圖文的方式驗證實情。

## 衰落
不過關注組自2013年中起由梁金成為發言人後，雖2016年再發起光復上水行動抗議，原預料有約百人參與。但行動當日反應冷淡，參與人數只有數名，梁金成亦以「有黑幫混入遊行隊伍搞事」為由，突然宣佈取消行動，最後只有熱血公民成員李政熙現身。
梁金成於2015年區議會選舉中以關注組之身份出選，但最後民建聯議員蘇西智以2481票擊敗得票1975票的梁金成，五度連任。

## 宗旨
北區水貨客關注組對水貨客的定義是：「一群由集團監控或組織監控帶同大量貨物過境，作逃避繳納入囗稅的人士」。這些人士包括中國大陸人和香港人，而不是一般香港市民誤解只是針對從中國大陸參加港澳個人遊的水貨客，從技術層面來說他們不是水貨客而是運輸工人，因為他們不是貨主而只是帶貨者。北區水貨客關注組對於旅客表示無任歡迎，卻對利用港澳個人遊的水貨客表示反感。
北區水貨客關注組的宗旨如下：
1. 要求香港政府正視水貨客為香港所帶來的民生問題。
2. 要求有關當局加大執法力度打擊水貨客。
3. 同時監察香港政府及港鐵有否嚴格進行執法打擊水貨客。
4. 回復北區居民正常生活。

## 重大里程
2013年1月22日，北區水貨客關注組與立法會議員范國威在政府總部聯同保安局開會，與政府部門商討打擊走私水貨的政策。
2013年7月13日，北區水貨客關注組在政府總部舉行記者招待會，向公眾匯報未來工作及宣傳活動，並闡述最新走私水貨活動情況。

## 光復上水站

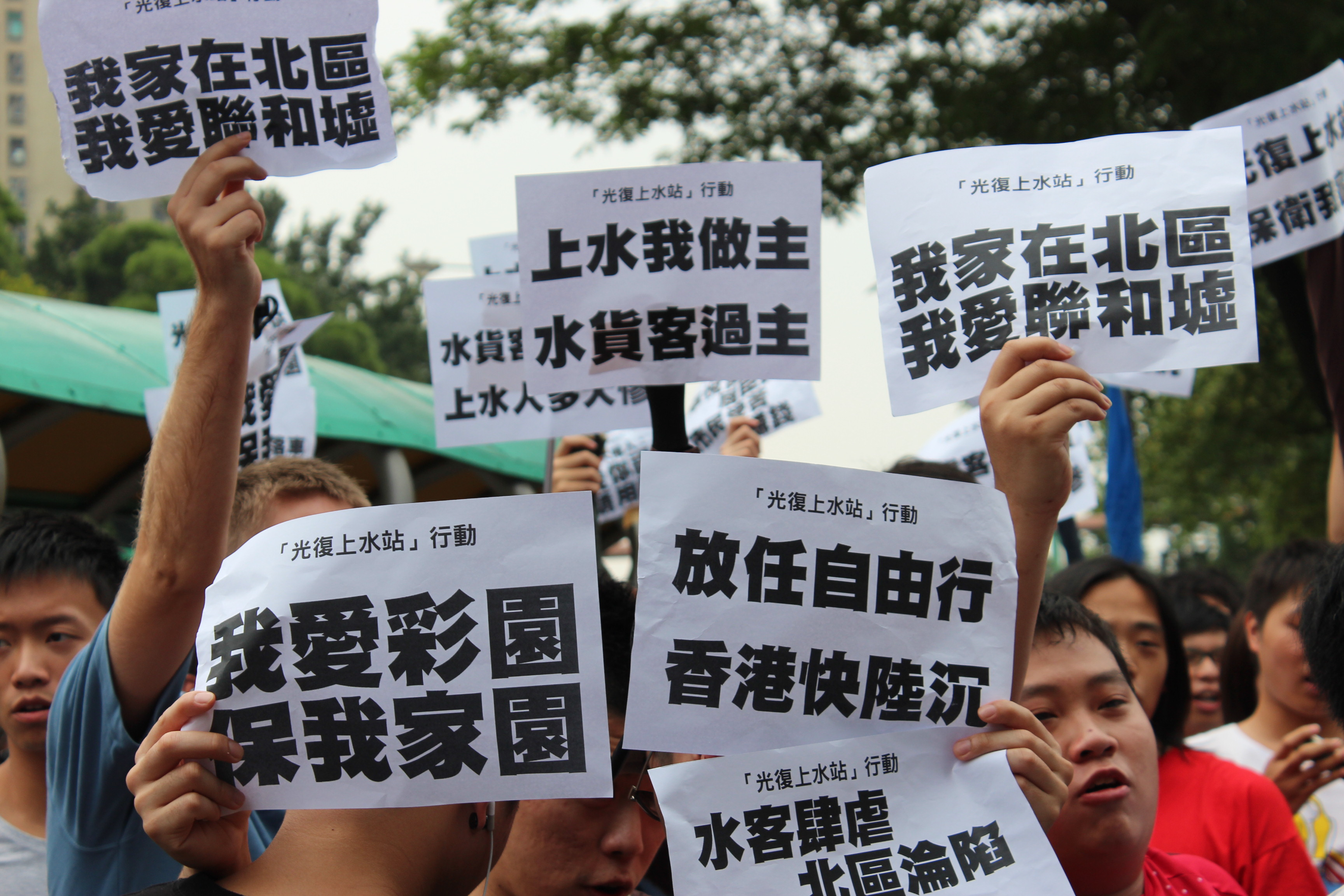
嚮應北區水貨客關注組所召集的示威人士舉起標語抗議。

光復上水站於2012年9月15日開始，及後亦多次在港鐵上水站舉行。初次的活動，大約有350名網民響應社交網絡的號召集中到上水站C出口外附近範圍示威，抗議水貨客充斥著上水站從事走私活動，對於水貨客長期霸佔著附近的通道，又促使到該區貨物價格上漲，影響到北區居民的生活表示強烈不滿。事件陸續地引起了香港傳媒廣泛的報道。及後，一些較大型的「光復上水站」亦將於行動前一星期內，透過關注組Facebook專頁對外宣傳，呼籲網民加入當日行動。例子包括：
- 2012年10月23日－重陽光復行動
- 2012年12月24日－聖誕光復行動
- 2013年1月5日－2013頭炮光復行動
- 2013年2月3日－癸巳年大掃除光復行動
- 2013年7月13日－光復孝思亭行動

北區水貨客關注組成員亦會不定期、不定點舉行「突擊行動」，在上水站外進行小規模「光復行動」，成員又會在東鐵沿線或北區拍攝水貨活動，並上載至關注組的Facebook專頁及YouTube頻道，以圖文並茂的形式反映水貨活動肄虐之嚴重性。
2012年12月26日，北區水貨客關注組在港鐵上水站外派發傳單及拍攝現場情況，一度與水貨客衝突。

## 宣傳活動

### 「上水生態導賞團」
為了讓普羅市民親身感受水貨客對北區居民生活的滋擾，北區水貨客關注組首次於2013年4月20日舉行「上水生態導賞團」，關注組成員帶領參加者巡視上水不同區域，包括工業區和石湖墟等地，視察區內走私水貨活動。關注組希望導賞團能以軟性宣傳手法，呈現北區走私水貨活動對居民影響的嚴重性，並希望政府繼續加強執法，改善北區居民的生活質素。截至2016年1月30日，關注組已累計舉辦共九次生態導賞團；有居住北區的導賞團參加者表示，水貨客使上水區被人潮擠得水泄不通，恍如「日日春運」。

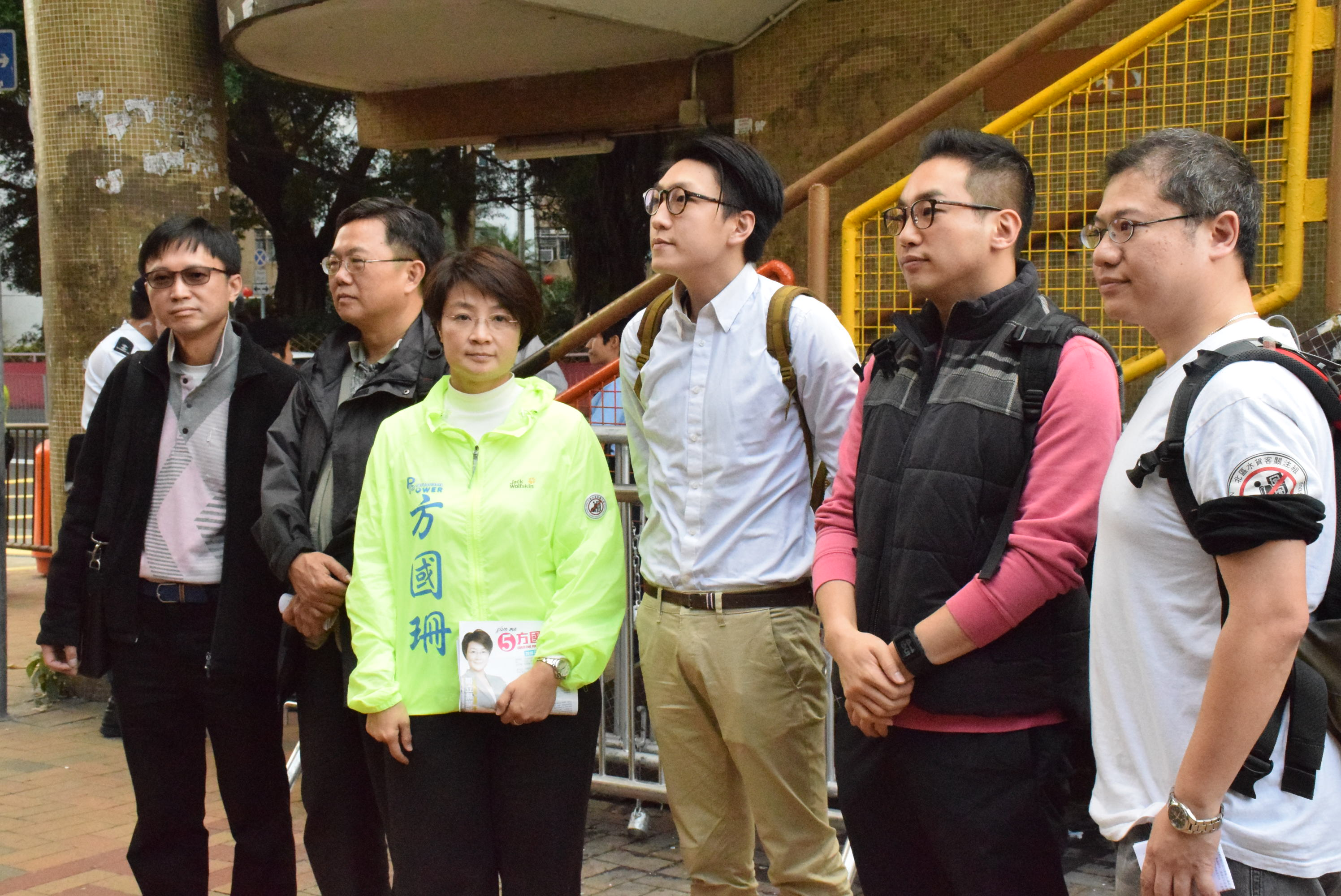
北區水貨客關注組在上水舉辦「水貨導賞團」（2016年1月）

### 「東鐵沿線水貨客百態攝影比賽」
北區水貨客關注組於2013年1月20日至25日舉辦「東鐵沿線水貨客百態攝影比賽」，鼓勵香港人將水貨活動光怪陸離的情境拍攝，上載至Facebook，並個人感想寫下，藉此引起社會關注。同時希望以和平、理性及非暴力的形式宣洩不滿，因攝影活動與激烈的抗議有別，是次以較為輕鬆、幽默的手法表達意見，相對較容易讓香港人能接受。攝影比賽的冠、亞、季軍的獎品分別為奶粉、龍蝦及益力多，另外以朱古力作為五名優異獎的獎品，全數由關注組自資贊助。獎品皆為水貨客熱門的帶貨商品，富有諷刺意味。參賽作品計劃於上水站C出口外作展覽，如反應熱烈更會於各區舉辦巡迴展覽，目前已獲邀出席頒獎儀式的包括政務司司長林鄭月娥，保安局局長黎棟國及多位新界東立法會議員。
關注組於2013年2月2日下午三時舉辦「東鐵沿線水貨客百態攝影展暨頒獎禮」，活動地點亦特意安排在上水站C出口外，獲邀的政務司司長及保安局局長與及九位新界東立法會當中，只有范國威及陳志全議員到場，兩位立法會議員亦於場內就水貨客問題發表建議及與在場市民即場交流，關注組亦邀請樂隊Black Voice到場演出，令攝影展生色不少。其後大會按參賽作品所得的最多Facebook Like，頒發各項獎品予得獎者，活動順利於下午六時完結。

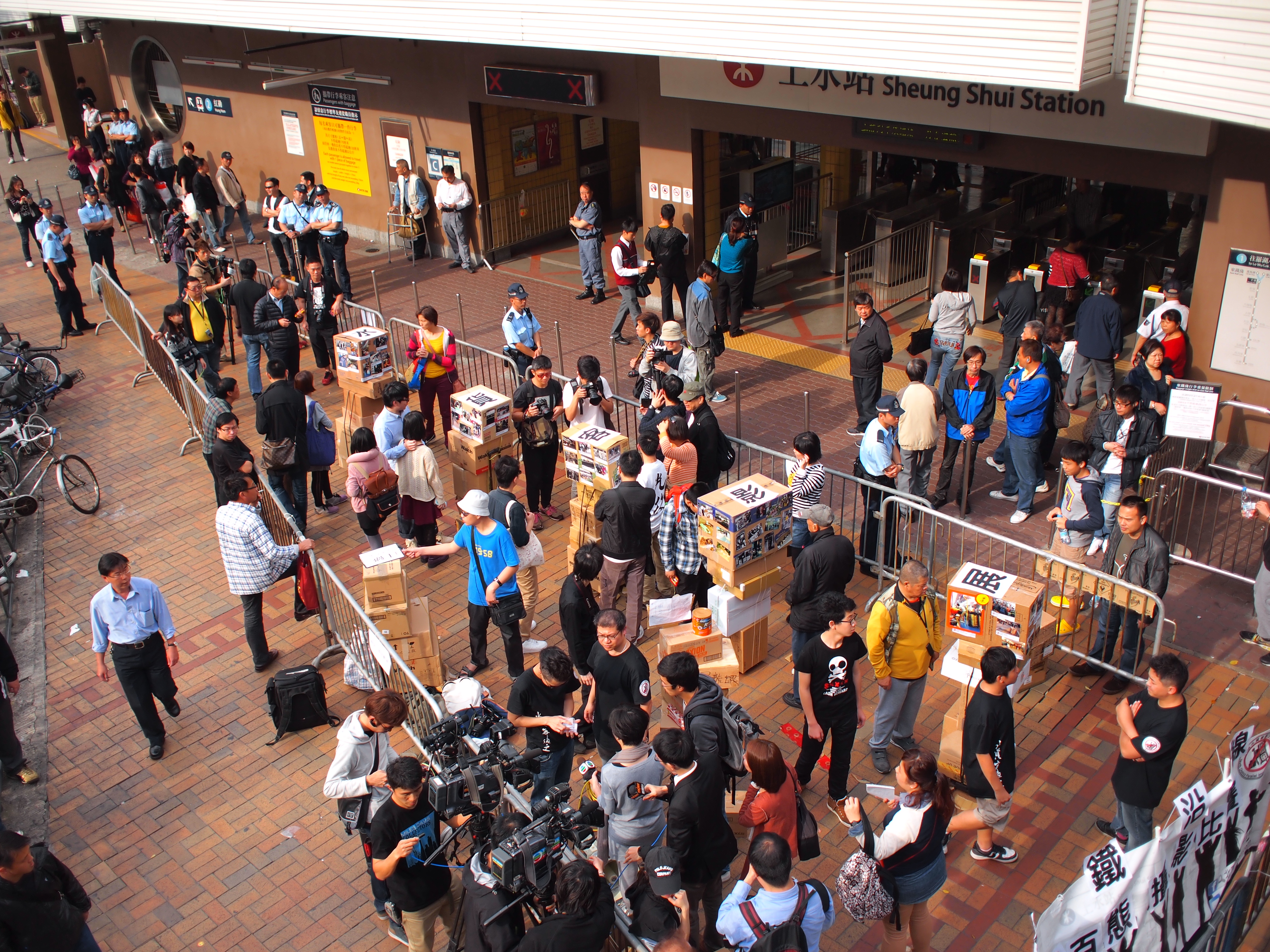
「東鐵沿線水貨客百態攝影展暨頒獎禮」活動場地佈局
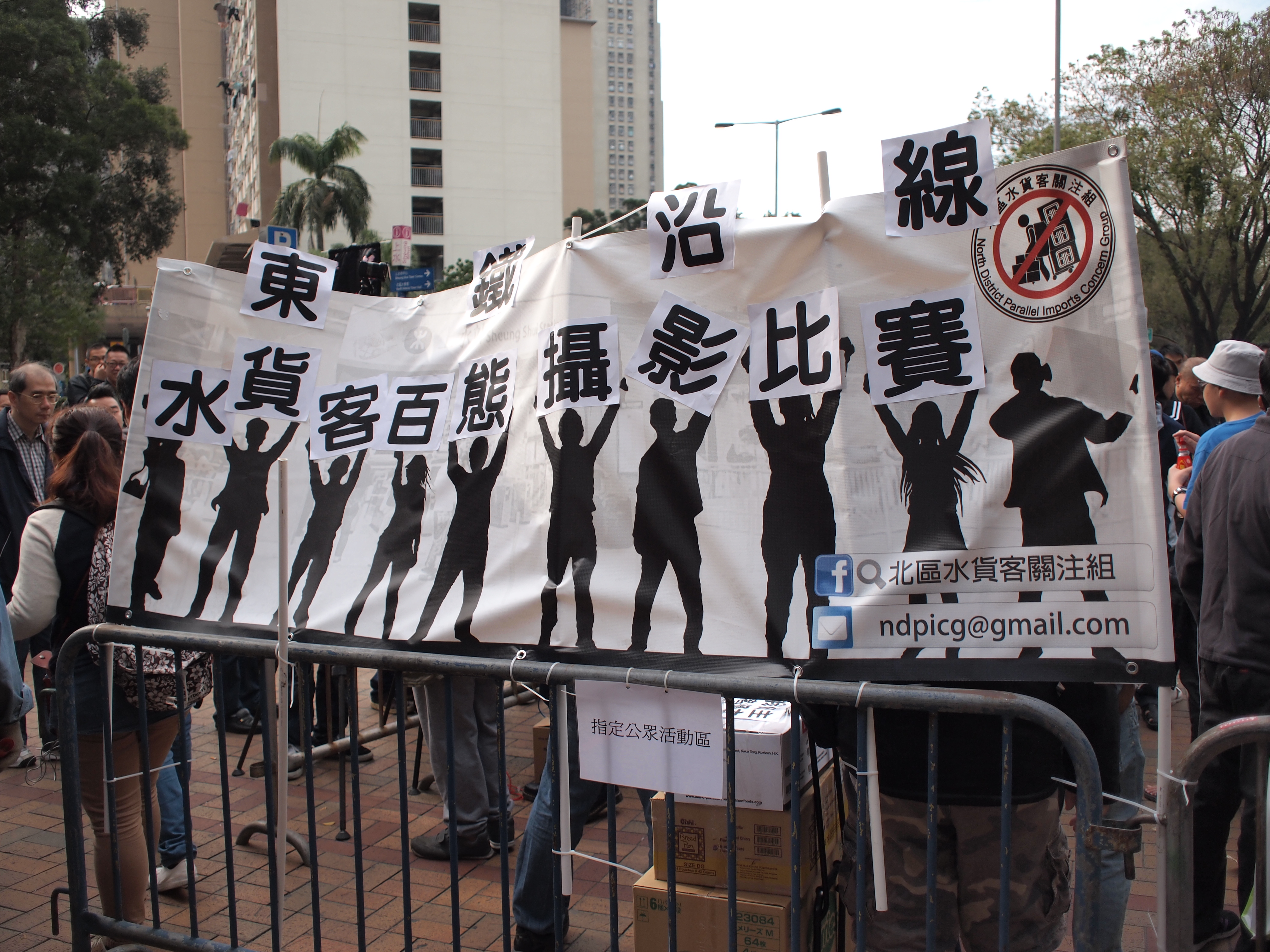
場地宣傳橫幅
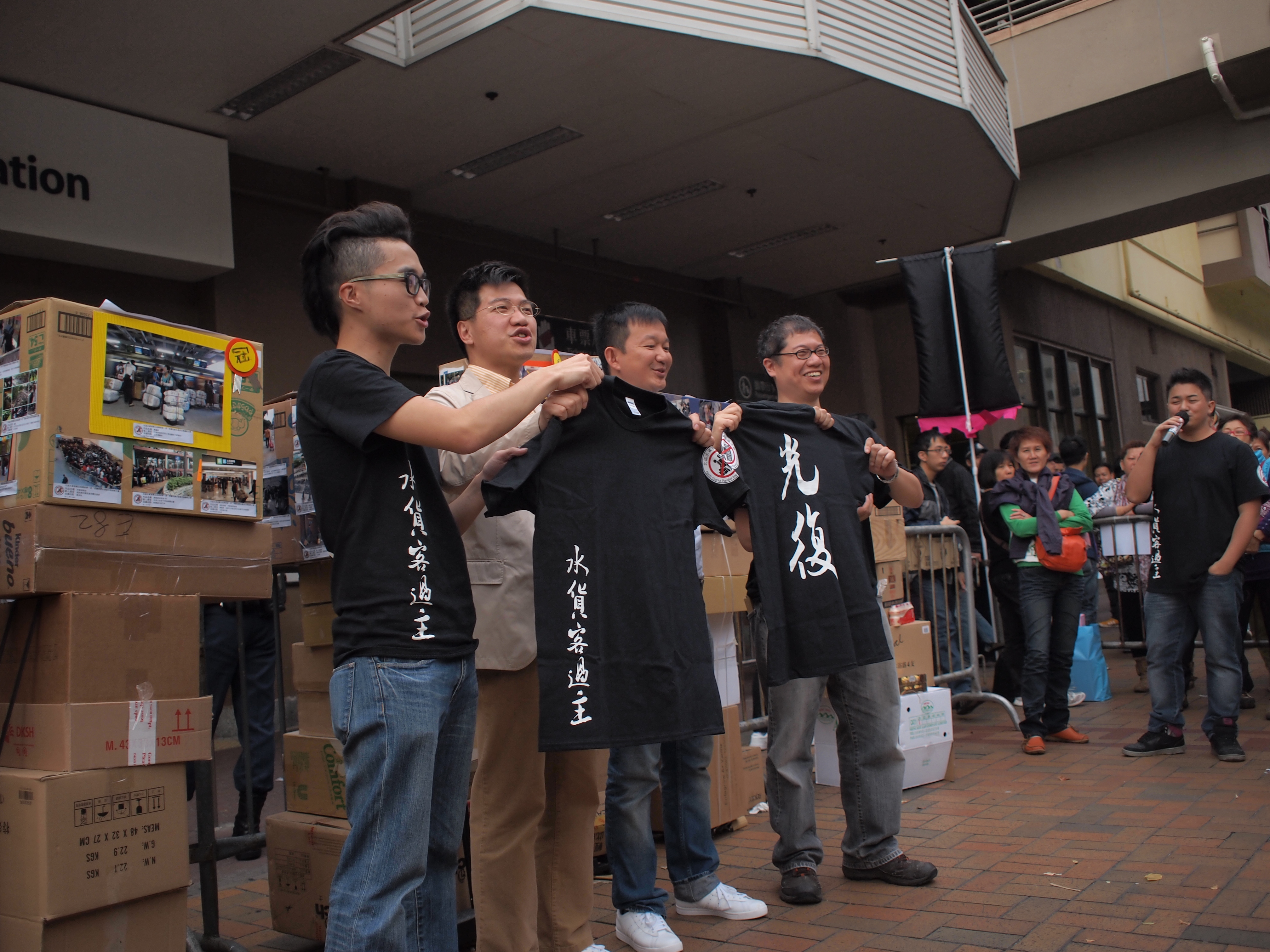
范國威及陳志全議員出席頒獎禮，圖為關注組向嘉賓致送紀念T恤
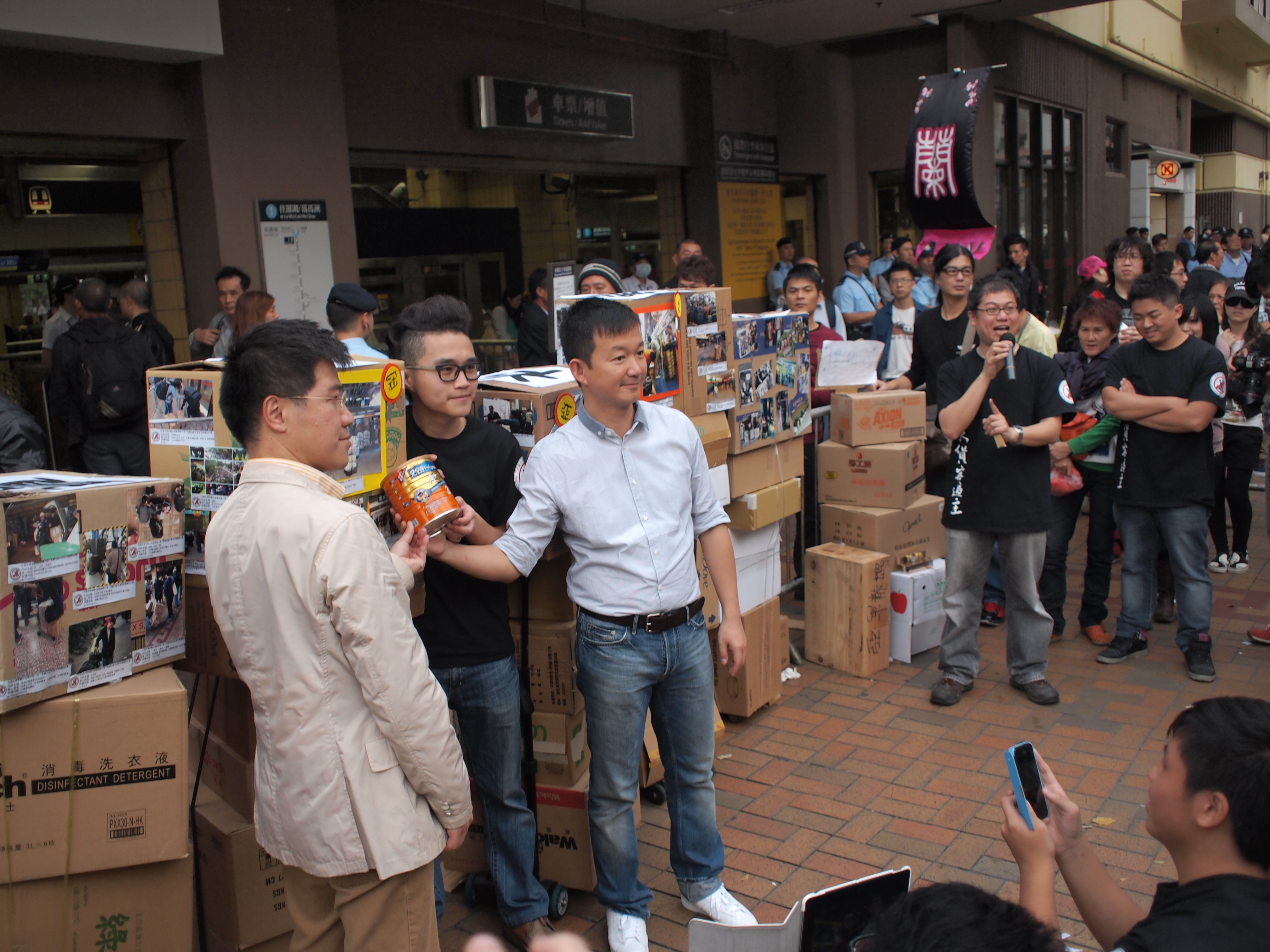
冠軍得獎者因工作關係未能出席領獎，獎品由關注組代表代領
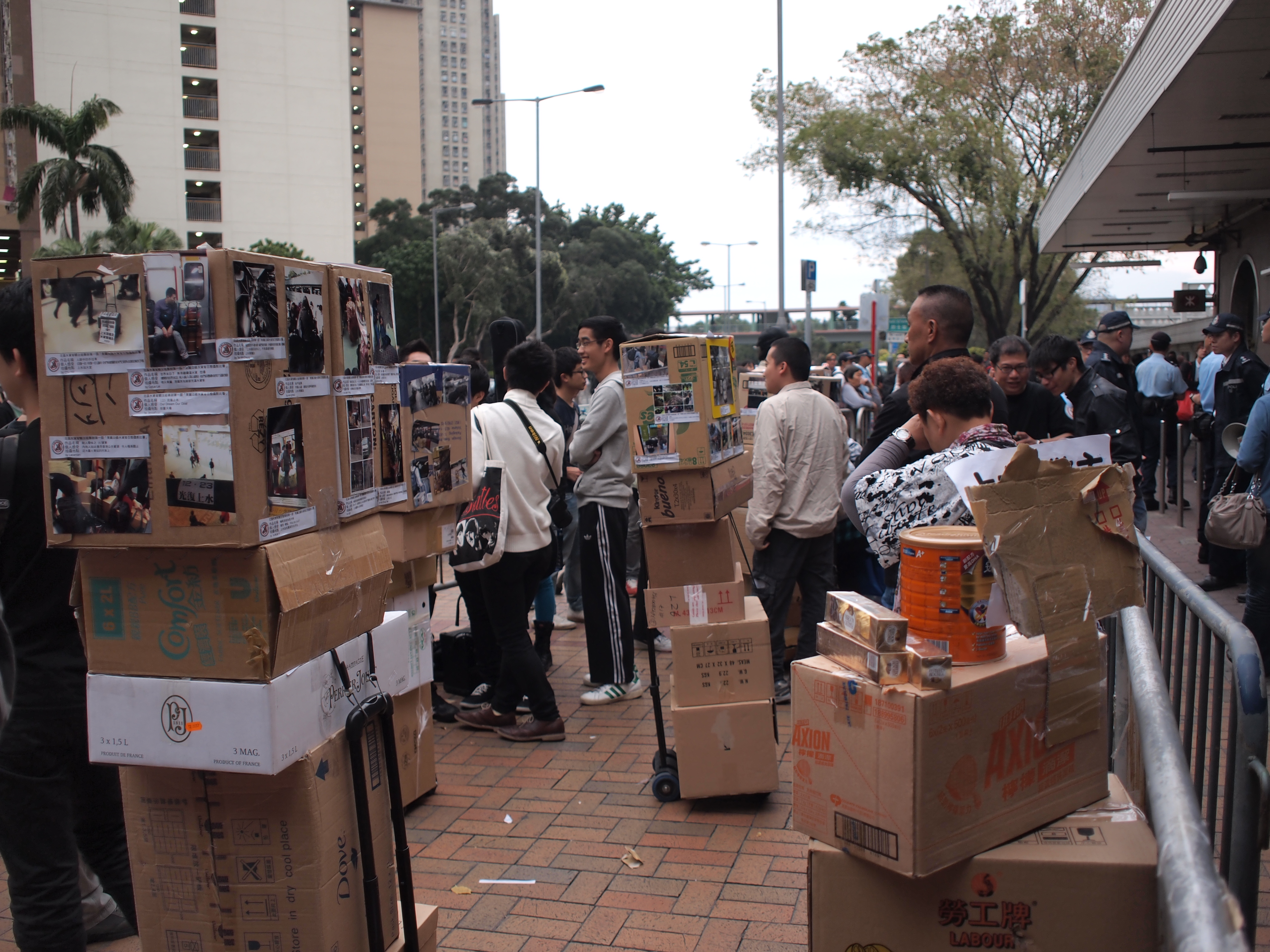
活動當日吸引不少市民參觀

### 「巴士登廣告 追擊水貨客」計劃
北區水貨客關注組在2013年7月中旬公開刊登巴士廣告的籌募計劃，藉巴士車身登上反水貨客廣告，向政府表達居民對水貨問題滋擾北區多年的強烈不滿，同時亦呼籲香港市民關注走私水貨猖獗問題。籌募計劃歷時兩個月，至9月中旬，總共籌得超過港幣$16,000，並順利於同月22日在四輛行走北區路線的九巴巴士車身上刊登廣告。四輛巴士車身廣告橫幅各有不同，分別有「香港要寧靜 水客無得剩」、「光復上水站 保衛我家園」、「上水我做主 水貨客過主」及「港B冇奶粉 限奶令要穩」四款設計。另外，是次亦是香港第一次本土壓力團體成功於巴士上登廣告，獲廣泛傳媒報導。
關注組在巴士登上廣告後，亦發起攝影比賽，鼓勵市民紀錄巴士行蹤並拍下照片參賽。攝影比賽聯同香港巴士論壇舉辦，香港巴士論壇亦提供「水貨巴士行蹤」，由巴士迷報告巴士行蹤作參考。比賽設公開組別及巴士迷組別，每組冠軍可獲「丹尼士巨龍9.9米巴士」（指登上「港B冇奶粉 限奶令要穩」廣告的九巴，車牌：JD3215）模型一部，亞軍及季軍則獲印有關注組廣告的回力巴士（指登上「香港要寧靜 水客無得剩」廣告的九巴，車牌：LL3910）模型各一部。

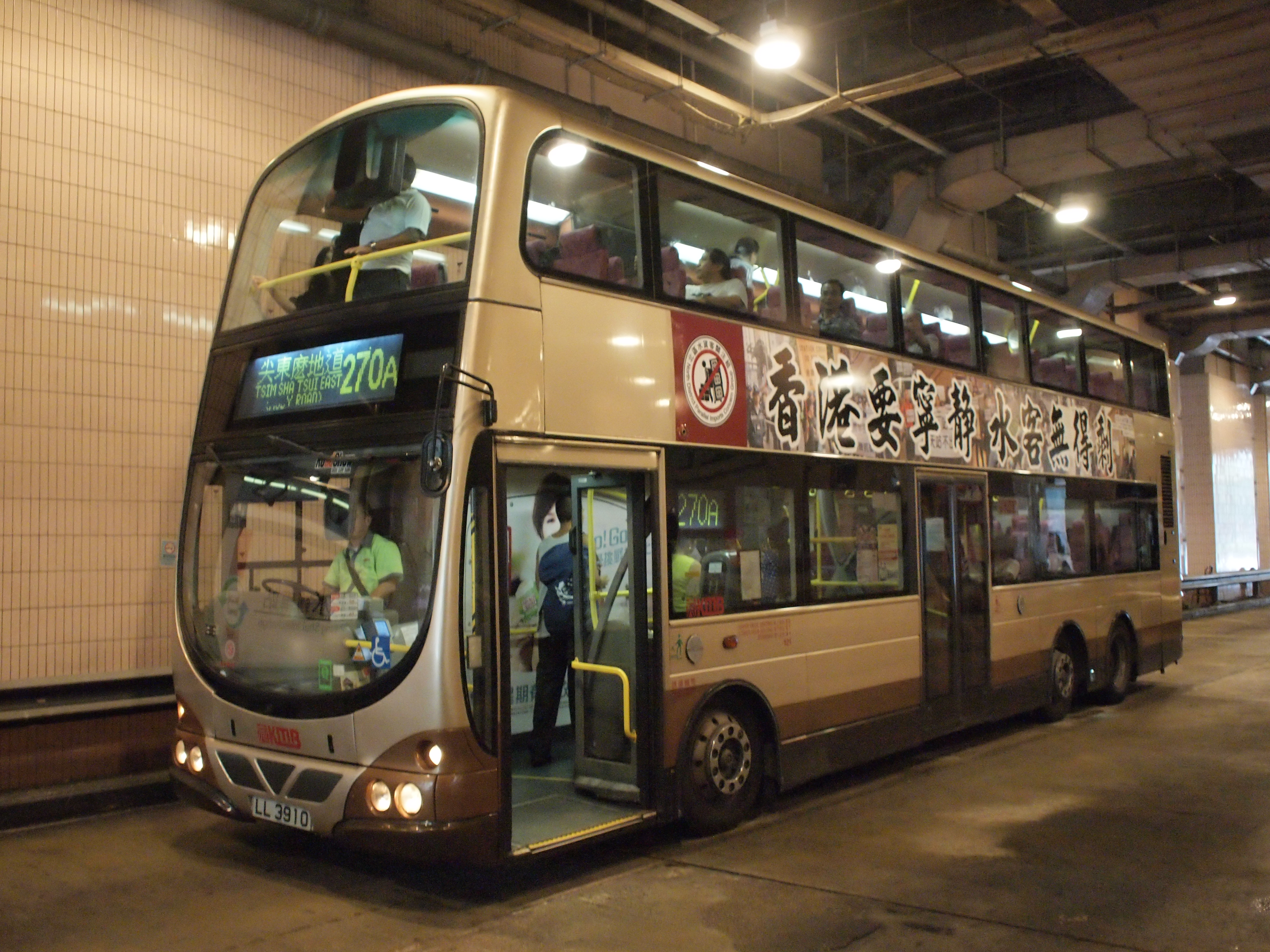
香港要寧靜 水客無得剩 廣告橫幅巴士 LL 3910
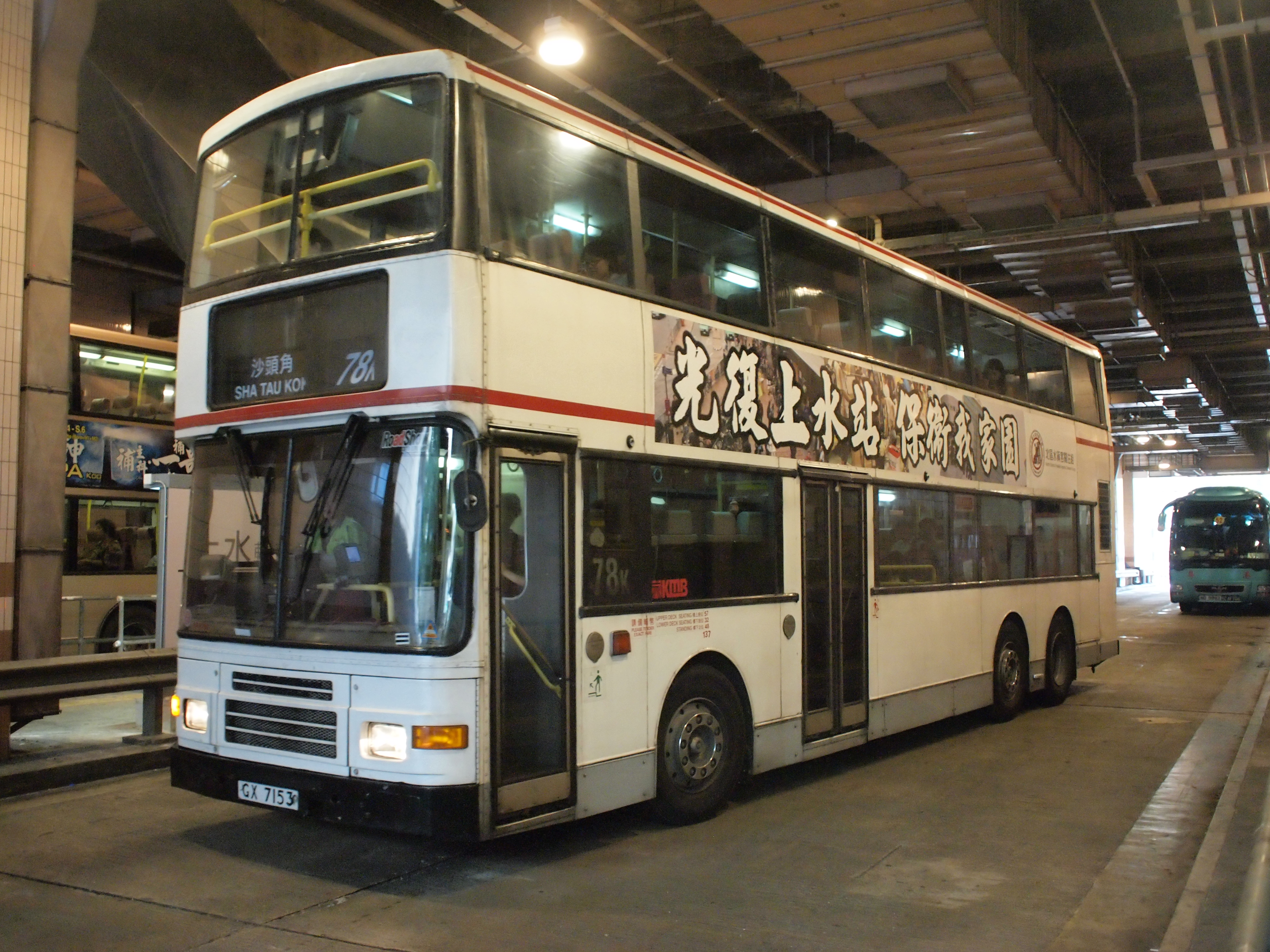
光復上水站 保衞我家園 廣告橫幅巴士 GX 7153
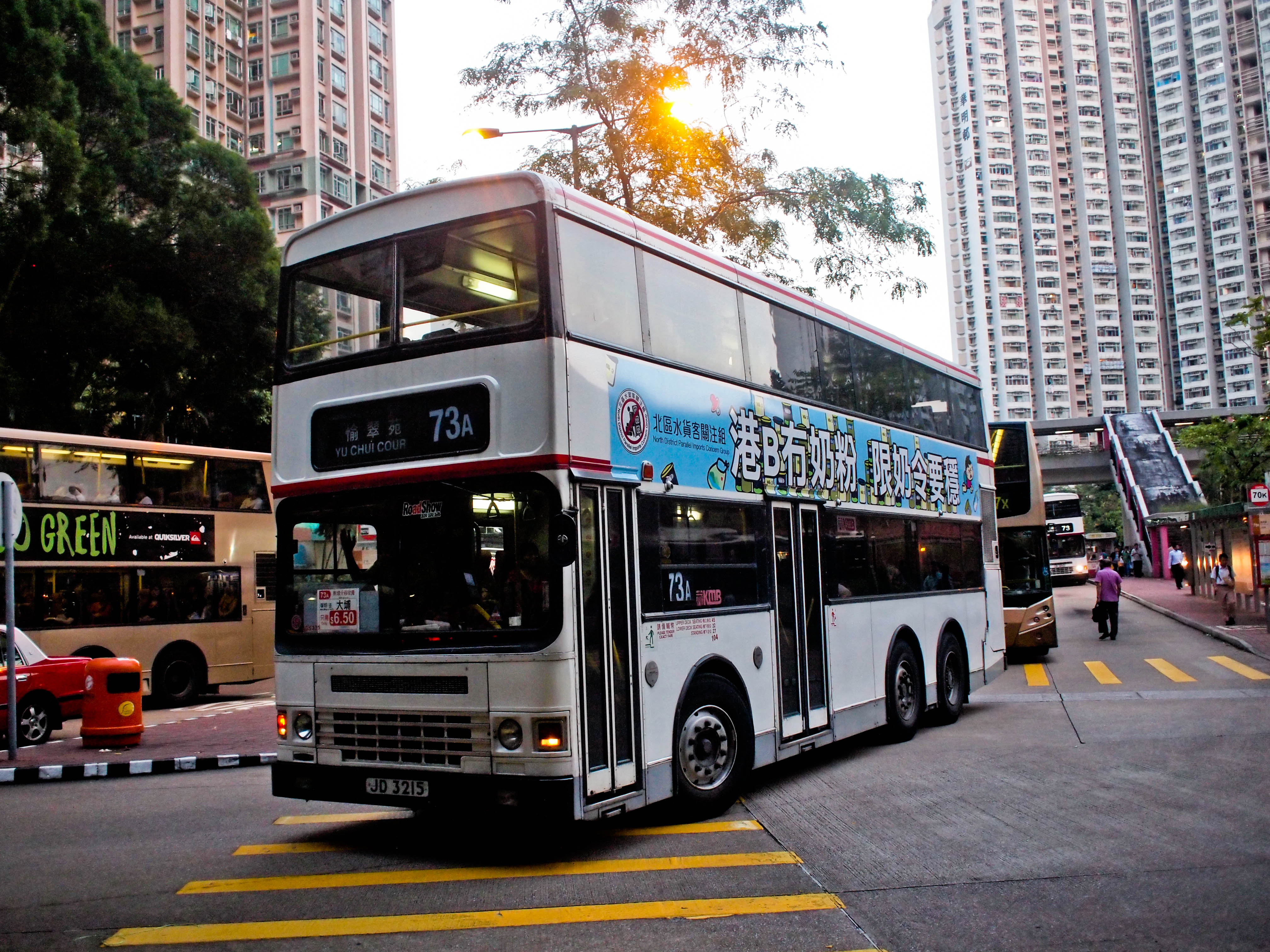
港B冇奶粉 限奶令要穩 廣告橫幅巴士 JD 3215
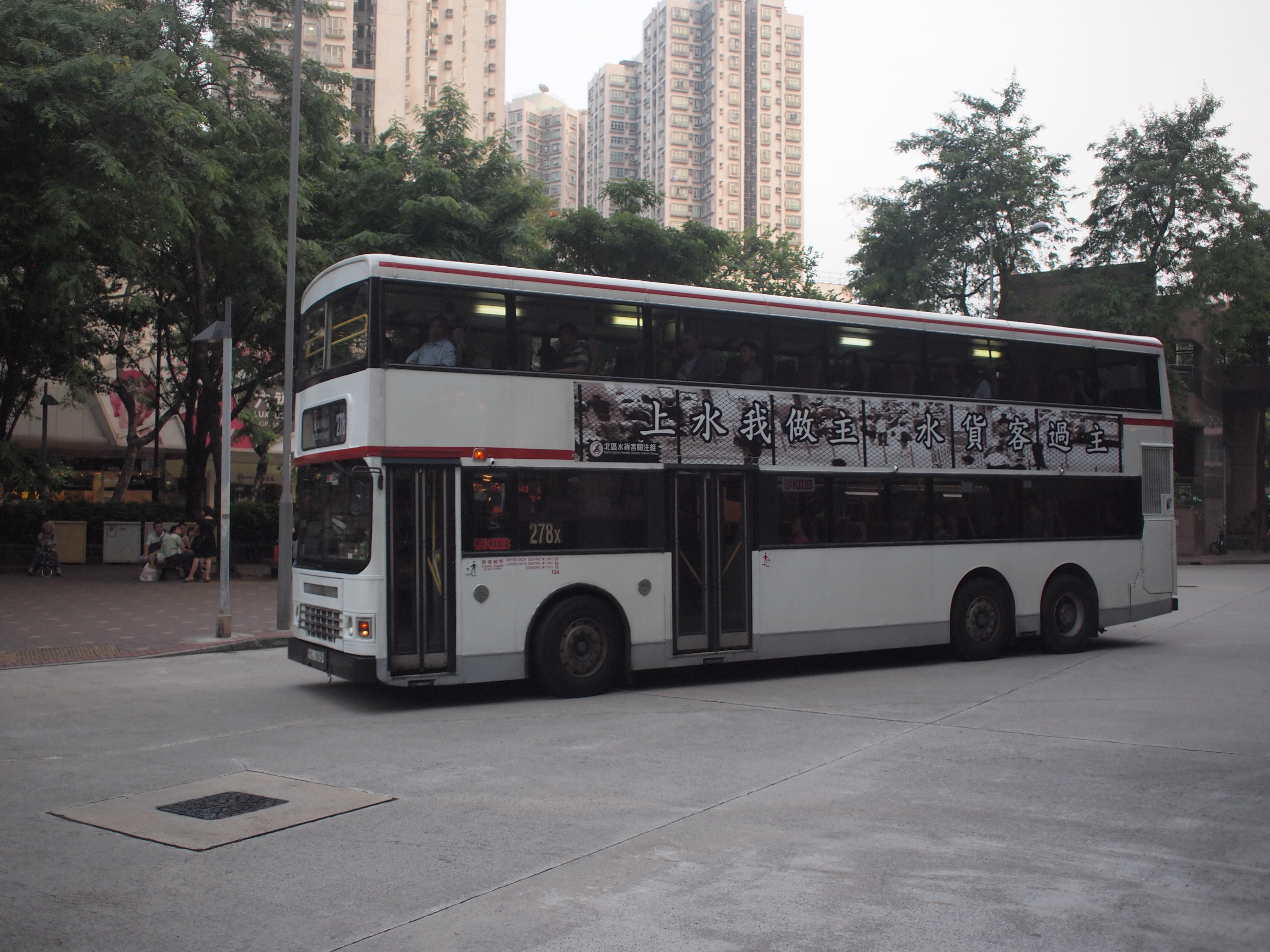
上水我做主 水貨客過主 廣告橫幅巴士 HL 615

## 評論
2012年3月，學者雷鼎鳴認為，香港要為港澳個人遊的政策付上代價，例如歐美名牌、奶粉等產品都非香港製造，香港可以分到的利潤有限，港澳個人遊旅客來購物時，亦造成租金和物價上升，本地人生活水平下降。大量港澳個人遊遊客令地方擠迫、酒店價格上升，使歐美及亞洲其它地方的旅客卻步。
有港澳個人遊遊客不守秩序，如個人衛生、喧嘩、插隊等「橫行霸道」行為，而遊客消費推高租金和物價，令港人不安，部分港人抗拒感覺擴大，漸演化成社群對立。2012年，香港零售管理協會主席麥瑞琼表示，大陸客確令港人困擾，有港人已不喜歡去銅鑼灣及尖沙咀。香港理工大學社會政策研究中心主任鍾劍華根據調查分析，每三個港人就有一人抗拒自由行。當港澳個人遊實施逾八個年頭，次文化堂社長彭志銘認為大陸消費力令香港失去本土性格，旺角被迎接大陸客的藥房、珠寶店、電子產品店及化妝品店所佔，他更痛斥大陸人一些惡習。不過，香港時裝設計師協會副主席馬偉明認為，大陸人正文明起來，不是人人都不禮貌，有些水平都很高。

## 外部連結
- 北區水貨客關注組的Facebook專頁
- 北區水貨客關注組YouTube（页面存档备份，存于）
- 上水光復街水貨店店主襲警片段 (2013/07/27)（页面存档备份，存于）
- 各區突發簡訊：女水客推車撞傷義工（页面存档备份，存于）